# Newton (Texas)
Newton és una població dels Estats Units a l'estat de Texas. Segons el cens del 2000 tenia 2.459 habitants.

## Demografia
Segons el cens del 2000, Newton tenia 2.459 habitants, 731 habitatges, i 508 famílies. La densitat de població era de 172,6 habitants/km².
Dels 731 habitatges en un 35,7% hi vivien nens de menys de 18 anys, en un 49,9% hi vivien parelles casades, en un 16,8% dones solteres, i en un 30,5% no eren unitats familiars. En el 28,9% dels habitatges hi vivien persones soles el 13,7% de les quals corresponia a persones de 65 anys o més que vivien soles. El nombre mitjà de persones vivint en cada habitatge era de 2,54 i el nombre mitjà de persones que vivien en cada família era de 3,12.
Per edats la població es repartia de la següent manera: un 23,9% tenia menys de 18 anys, un 13,8% entre 18 i 24, un 31,4% entre 25 i 44, un 17,7% de 45 a 60 i un 13,1% 65 anys o més.
L'edat mediana era de 33 anys. Per cada 100 dones de 18 o més anys hi havia 138,3 homes.
La renda mediana per habitatge era de 26.667 $ i la renda mediana per família de 31.250 $. Els homes tenien una renda mediana de 28.571 $ mentre que les dones 18.542 $. La renda per capita de la població era d'11.416 $. Aproximadament el 25% de les famílies i el 27,4% de la població estaven per davall del llindar de pobresa.

## Poblacions més properes
El següent diagrama mostra les poblacions més properes.